# Tix
Andreas Andresen Haukeland (Bærum, Noruega, 12 de abril de 1993), conocido artísticamente como Tix, es un cantante, compositor y productor discográfico noruego. Representó a su país en el Festival de la Canción de Eurovisión 2021 con la canción "Fallen Angel".

## Biografía
Tix recibe su nombre artístico de tics (tix en noruego) debido a su síndrome de Tourette. El artista a menudo usa gafas de sol, ya que los tics le afectan principalmente a los ojos.
Comenzó a darse a conocer a mediados de la década de 2010 en el mundo de la russemusikk, la corriente noruega de música electrónica de baile. En 2015, una de sus producciones, Sjeiken, se convirtió en su primer éxito comercial: alcanzó la quinta posición del ranking nacional y fue certificado triple platino por IFPI Norge con más de 12 millones de reproducciones en su país. En 2016, lanzó su álbum debut Dømt og berømt, que terminó segundo en las listas y vendió más de 40 000 unidades, logrando dos discos de platino.
Hizo su debut en la corriente principal en 2018 con el sencillo Shotgun. Desde entonces, ha estado combinando sus producciones russ, a menudo realizadas en colaboración con The Pøssy Project, con sus proyectos en solitario. En dos años ha colocado nueve sencillos entre los diez primeros de Noruega, incluidos tres número uno: Jeg vil ikke leve, Kaller på deg y Karantene. En 2020, fue el artista noruego más reproducido. También es coautor del éxito internacional Sweet but Psycho de la cantante estadounidense Ava Max.
En 2021, participó en el Melodi Grand Prix, el proceso de selección noruego para el Festival de la Canción de Eurovisión, con el inédito Ut av mørket, posteriormente traducido al inglés como Fallen Angel. La emisora nacional NRK lo eligió entre los seis finalistas en derecho. Finalmente, se convirtió en el representante de Noruega en Eurovisión 2021 tras batirse en el duelo final con los eurovisivos KEiiNO.

## Discografía

### Álbumes
- 2016 - Dømt og berømt

### Sencillos
- 2018 – Shotgun
- 2018 – Håper nissen har råd
- 2019 – Jeg vil ikke leve
- 2019 – Neste sommer
- 2019 – Når jeg er full
- 2019 – Brosjan Jesus
- 2019 – Jævlig
- 2020 – Kaller på deg
- 2020 – Karantene / Karantän
- 2020 – Skål
- 2020 – Deg eller ingenting (con Morgan Sulele)
- 2020 – Nå koser vi oss
- 2020 – Ikke han (con Teddy)
- 2020 – Jul i karantene
- 2020 – Tusen tårer
- 2021 – Ut av mørket/Fallen Angel
- 2021 - BeautiFull
- 2021 -  Jente i Oslo
- 2022 - Sov Goldt
- 2022 - Himmelen og Helvete
- 2022 - Hvis Jeg Forlot Verden
- 2022 - Delux
- 2022 - Mitt Hjerte I Dine Hender
- 2022 - Av og På
- 2022 - Dør For Deg
- 2022 - Bli Hos Meg
- 2022 - Pust
- 2022 - Gjør Med Meg
- 2022 - Gutter Gråter Ikke
- 2022 - Enten Går Det Bra, Ellers Går Det Over
- 2022 -Gatebil

#### Con The Pøssy Project y otros proyectosruss
- 2013 – Open Sesame
- 2013 – Kappa Delta
- 2013 – Young Brother Boys
- 2013 – Hollywood
- 2013 – Desert Fortune
- 2013 – Barbarous
- 2013 – Norges bussdag
- 2013 – Istid
- 2013 – Bonanza
- 2013 – Oasen
- 2013 – The Odyssey
- 2013 – Nyx
- 2013 – Fraternity
- 2013 – The Valley
- 2013 – Brother Bears
- 2013 – Casablanca
- 2014 – Eventyrlige nordmenn
- 2014 – Agrabah
- 2014 – Press Play
- 2014 – Lost Wages
- 2014 – Jungelbrøl (feat. Morgan Sulele)
- 2014 – Smaul
- 2014 – Guilt Trip
- 2014 – Oljebarna
- 2014 – Hyper Paradise
- 2014 – Greek Life
- 2014 – Grabbarna grus
- 2014 – King's Landing (feat. Benjamin Beats)
- 2014 – Warner Bros
- 2014 – Colosseum
- 2015 – Palooza
- 2015 – Los muertos
- 2015 – Apocalypse
- 2015 – The Precious
- 2015 – The Petrovas
- 2015 – Houdini
- 2015 – Habbo Club
- 2015 – Fairytopia
- 2015 – Milepælen
- 2015 – Storebjørn
- 2015 – Zevs
- 2015 – Paradise Lost
- 2015 – Sjeiken
- 2016 – Versace
- 2016 – Gullalderen
- 2017 – Skammekroken
- 2017 – Baymax
- 2017 – Skaperen
- 2017 – Tyven
- 2017 – Geriljaen
- 2017 – Hakkebakkeskogen (con Meland x Hauken)
- 2017 – Ulovlig (con Moberg)
- 2017 – Kobraen (con Moberg)
- 2017 – Future (con Moberg)
- 2017 – Bad Boy (con Moberg)
- 2018 – Banken
- 2018 – Blåfjell (con Tunge Ferrari)
- 2018 – Gatebarna (con Boujee)
- 2018 – Nasjonen
- 2018 – Bergen
- 2018 – Makten
- 2018 – Snøstorm
- 2020 – Dommedagen (con Soppgirobygget)

#### Como artista invitado
- 2020 - Igjen og igjen (El Papi feat. Tix)